# 불도 (섬)
| Daedongyeojido (Gyujanggak) 14-06.jpg |  |
|                                       |  |

불도(佛島)는 경기도 안산시 단원구 선감동에 있던 섬이다. 1988년 2월 북쪽의 선감도까지 0.290 km의 방조제로, 1987년 4월 남쪽의 탄도와 0.180 km의 불도방조제로 연결되어 대부도와 하나로 연결되었다.

## 지명 유래
어느 어부가 고기를 잡다가 작은 불상이 그물에 걸려 나오자, 그 불상을 집으로 가져와 불당을 만들어 모셨다는 이야기에서 섬의 이름이 유래하였다.